# Дымница (посёлок)
Дымница — посёлок в Островском районе Костромской области. Входит в состав Клеванцовского сельского поселения.

## География
Посёлок расположен в южной части области на расстоянии примерно в 26 километрах по прямой к востоку от районного центра посёлка Островское.
Часовой пояс
Посёлок Дымница как и вся Костромская область, находится в часовой зоне МСК (московское время). Смещение применяемого времени относительно UTC составляет +3:00.

## Население
| 2008 | 2010 | 2014 |
| ---- | ---- | ---- |
| 230  | ↗253 | ↗257 |

Национальный состав
Согласно результатам переписи 2002 года, в национальной структуре населения русские составляли 97 % из 283 чел..